# Ланда, Мальва Ноевна
Ма́льва Но́евна Ла́нда (14 августа 1918, Одесса — 3 июля 2019, Израиль) — советский учёный-геолог, диссидент и антивоенный активист, писательница, автор ряда статей. Участница правозащитного движения в СССР, член Московской Хельсинкской группы с момента её основания в 1976 году.

## Биография

### Ранние годы
Родилась в Одессе в семье преподавателя высшей школы. Отец, ветеринарный врач Ной Викторович (Вигдорович) Ланда (1887—1938), доцент Московского ветеринарного института, с 1926 года профессор и заведующий кафедрой патологической анатомии Саратовского зооветеринарного института, был осенью 1932 года арестован и заключён в сталинградскую тюрьму, пережил пытки, расстрелян в 1938 году. Среднюю школу окончила в Саратове.
В 1940—1945 годах Мальва Ланда обучалась в Московском геологоразведочном институте им. Серго Орджоникидзе (ныне Российский государственный геологоразведочный университет). По специальности геолог. В 1950-х годах работала начальником геолого-съемочной партии Каратауской экспедиции МГРИ.

### Правозащитная деятельность
В 1971—1980 годах Мальва Ланда написала большое количество статей о политзаключённых для выпусков «Хроники текущих событий».
Член первого состава Московской группы содействия выполнению Хельсинкских соглашений в СССР (с 1976), при вступлении в которую сделала особое заявление: в условиях советской социалистической системы невозможно уважение к правам человека и, соответственно, соблюдение положений Хельсинкских соглашений (гуманитарные статьи), поэтому она вступает в группу не для того, чтобы «содействовать выполнению», а с целью ещё более эффективно разоблачать ситуацию с правами человека в СССР. В составе группы занималась преимущественно вопросом политзаключённых. На следующий день после ареста в феврале 1977 года Александра Гинзбурга Мальва Ланда вместе с Кронидом Любарским и Татьяной Ходорович назначена распорядителем основанного Солженицыным Фонда помощи политзаключённым.
В 1977 году из-за пожара, случившегося в её комнате, обвинена в «халатном обращении с огнём» и приговорена к выплате крупной компенсации и двум годам ссылки, процесс имел политическую подоплёку.

«На суде, состоявшемся в середине мая 1977 года, я сама выступала в качестве своего адвоката. Свидетели говорили всякую чушь; так, слесарь, который, после того как пожар уже был потушен, выключал в моей комнате батареи отопления, показал, что у меня много литературы „на иностранных языках“. На мой вопрос — как он мог увидеть это в темноте? — ответил: „следователь Ильичёв сказал“. Смех в зале. Вообще, смеха было много».— Мальва Ланда
Ссылку отбывала в небольшом рудничном посёлке Вершина Шахтама в Читинской области. Была амнистирована через восемь месяцев, однако вернуться в Москву не могла и поселилась в городе Петушки Владимирской области.
После освобождения вернулась к правозащитной работе, занималась, в частности, документированием преследований религиозных меньшинств в СССР.
Весной 1979 года в эфире радио «Свобода» вышла передача, в которой была озвучена статья Мальвы Ланды, результат её журналистского расследования серии террористических актов в Москве 1977 года. В этом материале Мальва Ланда утверждала, что обвинение в адрес армянских националистов Затикяна, Степаняна и Багдасаряна было сфабриковано органами КГБ.
От предложенной советскими властями эмиграции в Израиль отказалась.
7 марта 1980 года арестована и 26 марта приговорена к пяти годам ссылки по ст. 1901 УК РСФСР (распространение заведомо ложных измышлений, порочащих советский государственный и общественный строй). Отбывала срок в посёлке Джезды Джезказганской области Казахстана. Несмотря на объявленный в 1982 году в связи с массовыми арестами роспуск Московской Хельсинкской группы, заявляла властям, что продолжает считать себя её членом. Возвратилась из ссылки в 1984 году.
Мальва Ланда продолжила участвовать в правозащитной и политической деятельности, критикуя, в частности, войну в Чечне. С 1995 года вела рубрику в журнале «Правозащитник».
В 2015 году переехала в Израиль, жила с сыном в Хайфе.

## Награды
- Офицер ордена Креста Витиса (Литва, 8 января 2003 года)[8]

## Семья
Муж Алексей Германов, доктор геологических наук, профессор. Разошлись, когда сын был маленьким.
Сын — Алексей Германов (род. 8 марта 1941 года), тренер по горным лыжам и сноуборду.